# Dixa recens
Dixa recens är en tvåvingeart som beskrevs av Walker 1848. Dixa recens ingår i släktet Dixa och familjen u-myggor. Inga underarter finns listade i Catalogue of Life.